# Beleg van Moskou (1382)
Het Beleg van Moskou vond plaats tussen 23 en 26 augustus 1382. Het was een vergeldingsactie van khan Tochtamysj van de Gouden Horde.

## Achtergrond
In 1380 behaalde grootvorst Dmitri Donskoj van Moskou een overwinning tijdens de Slag op het Koelikovo-veld tegen khan Mamai van de Gouden Horde. Alhoewel Mamai en Tochtamysj rivalen waren, werd aan de Gouden Horde niet getornd.

## Beleg
Toen Dmitri Donskoj hoorde van de komst van Tochtamysj, sloeg hij op de vlucht en liet de inwoners van Moskou aan hun lot over. De inwoners van Moskou waren zwak bewapend en na een aarzelend begin, openden ze de poorten in de hoop gespaard te worden. Naar schatting werden meer dan twintigduizend burgers afgeslacht en de stad geplunderd.

## Gevolg
Dmitri Donskoj werd gedwongen tot onderhandelen. Het tribuut werd verhoogd en hij moest zijn zoon Vasili afstaan als gijzelaar.